# Liberalism i USA
Liberalism i USA. Vissa politiska etiketter utnyttjas något olika i USA och Europa. I senare decenniers politiska debatt i USA brukar beteckningen "liberalism" eller "liberal" syfta på åsikter som i Europa skulle betecknas som socialliberalism eller socialdemokrati, och är en tydligt politisk vänsterposition inom USA:s politiska spektrum. Den politiska högern i USA använder därför oftast beteckningen "liberal" som pejorativ, och i denna användning ses den ofta som utbytbar mot "socialist".
Tidigare under 1900-talet var begreppet "liberal" inte så utpräglat förknippat med vänsteråsikter i USA som fallet är idag. Fram till ungefär 1970-talet förekom begrepp som "liberal republikan", men från 1980-talet och Ronald Reagans era har denna beteckning knappast använts utan ersatts av beteckningar såsom "moderat republikan".
En högerliberal åsikt, marknadsliberalism, betecknas i USA ofta som "konservativ" eller "ekonomisk konservativ", och sällan som "liberal".